# Hankyu (spoorwegmaatschappij)

Het netwerk van Hankyu

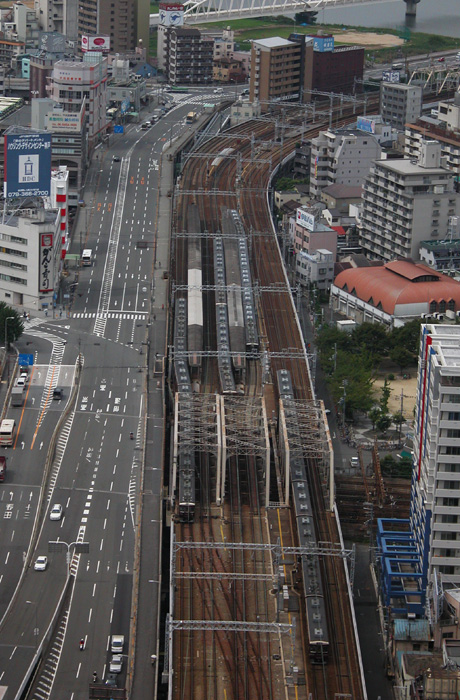
Station Nakatsu nabij het station Umeda

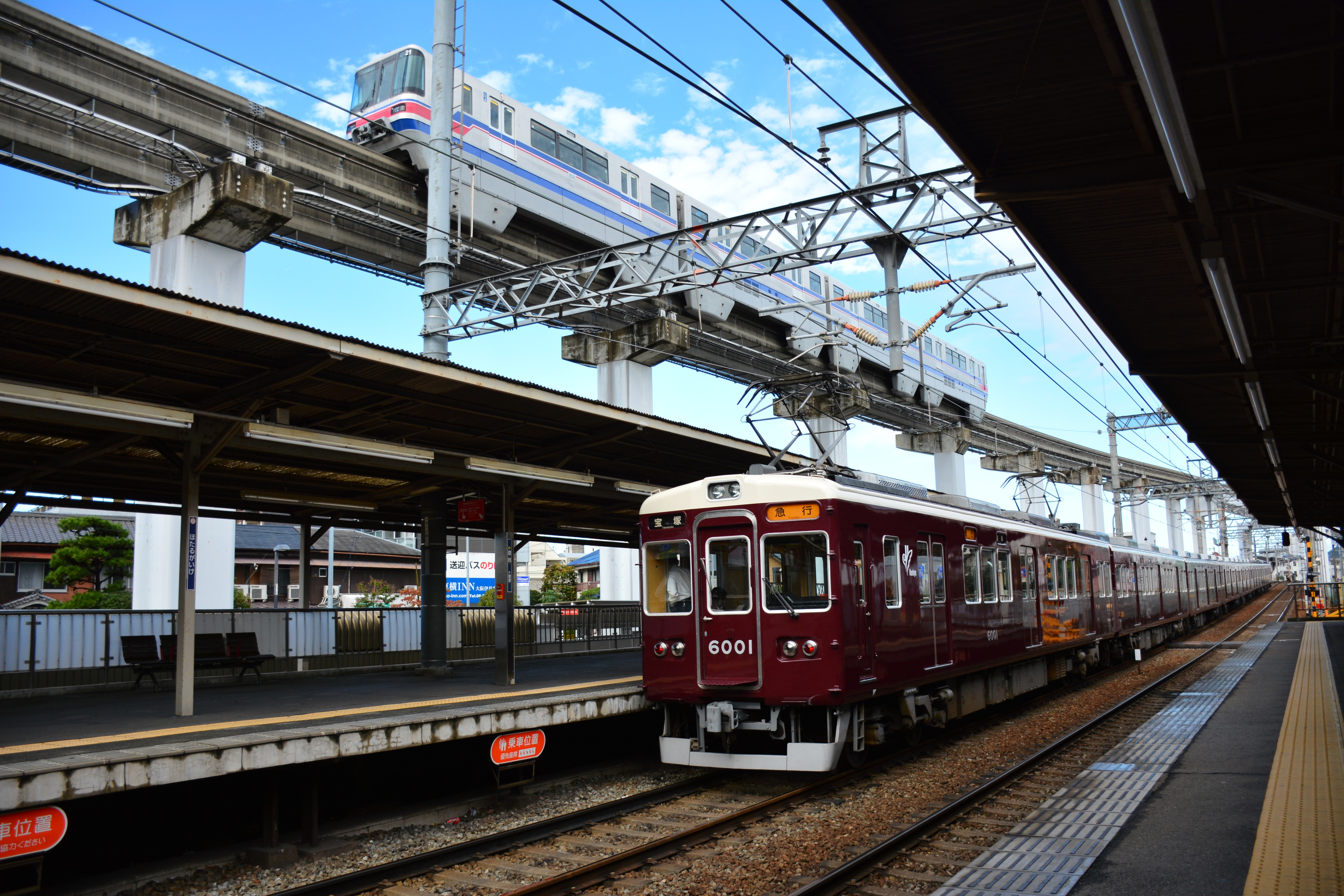
Serie 6000 bij Hotarugaike Station

De Hankyu Corporation (Japans: 阪急電鉄株式会社, Hankyū Dentetsu Kabushiki Kaisha), algemeen bekend onder de naam Hankyu (近鉄) is een privaat spoorwegbedrijf in Japan. De maatschappij heeft een uitgebreid netwerk van spoorlijnen dat de steden Osaka, Kyoto en Kobe verbindt.
Alle treinen van Hankyu zijn kastanjebruin.

## Geschiedenis
De voorloper van het bedrijf Minoo Arima Electric Tramway Company (箕面有馬電気軌道株式会社 Minoo Arima Denki Kidō Kabushiki Gaisha) werd opgericht in 1907 door Ichizō Kobayashi. Op 10 maart 1910 opende de Minoo Arima Tramway de Takarazuka-lijn en de Minoo-lijn.

### Uitbreiding naar Kobe
Op 4 februari 1943 fuseerde Hankyu, in opdracht van de regering, met Keihan en werd hernoemd tot Keihanshin Kyūkō Railway Company (京阪神急行電鉄株式会社 Keihanshin Kyūkō Dentetsu Kabushiki Gaisha), inclusief alle lijnen van beide maatschappijen, Shinkeihan-lijn (nu de Hankyu Kyoto-lijn), Senriyama-line (nu de Senri-lijn), the Jūsō-lijn (nu onderdeel van de Hanku Kyoto-lijn) en de Arashiyama-lijn, (deze drie laatst genoemden waren toen eigendom van Keihan). De Katano-lijn kwam daar in 1945 bij.
In 1949 werd Keihan weer zelfstandig, maar was kleiner dan voor de fusie met Keihanshin in 1943, omdat de Shinkeihan-lijn, Senriyama-line en de Arashiyama-lijn in handen bleven van Keihanshin.

### Na de oorlog
Op 7 april 1968 begonnen de Hankyu treinen door te rijden over de Kōbe Rapid Transit Railway Tozai-lijn en de Sanyo Electric Railway Hoofdlijn, op 1 april 1973 werd Keihanshin Kyūkō Railway Company hernoemd naar Hankyu Corporation (阪急電鉄株式会社 Hankyū Dentetsu Kabushiki Gaisha).
Op 1 april 2005 werd 'Hankyu Holdings, Inc. opgericht, nadat het een holding werd, en werd Hankyu Corporation onderdeel van dit bedrijf.
Op 1 oktober 2006 werd Hanshin onderdeel van de holding en werd hernoemd naar Hankyu Hanshin Holdings.

## Spoorlijnen
Het netwerk van Hankyu bestaat uit drie hoofdlijnen met verschillende zijtakken die de steden Osaka, Kyoto en Kobe verbinden.

### Kobe-hoofdlijn
| Lijnen                  | Van/naar                                    | Afstand | Stations | Geopend | Maximale snelheid |
| ----------------------- | ------------------------------------------- | ------- | -------- | ------- | ----------------- |
| Kobe-lijn               | Station Umeda - Station Kobe-sannomiya      | 32,3    | 16       | 1910    | 115               |
| Itami-lijn              | Station Tsukaguchi - Station Itami          | 3,1     | 4        | 1943    | 70                |
| Imazu-lijn              | Station Imazu - Station Takarazuka          | 9.3     | 10       | 1921    | 80                |
| Kōyō-lijn               | Station Shukugawa - Station Kōyōen          | 2,2     | 3        | 1924    | 70                |
| Hankyu Kobe Kosoku-lijn | Station Kobe-sannomiya - Station Shinkaichi | 2,8     | 4        | 1968    | 65                |

### Takarazuka-hoofdlijn
| Lijnen          | Van/naar                           | Afstand | Stations | Geopend | Maximale snelheid |
| --------------- | ---------------------------------- | ------- | -------- | ------- | ----------------- |
| Takarazuka-lijn | Station Umeda - Station Takarazuka | 24,5    | 19       | 1910    | 100               |
| Minoo-lijn      | Station Ishibashi - Station Minoo  | 4,0     | 4        | 1910    | 80                |

### Kyoto-hoofdlijn
| Lijnen          | Van/naar                                               | Afstand | Stations | Geopend | Maximale snelheid |
| --------------- | ------------------------------------------------------ | ------- | -------- | ------- | ----------------- |
| Kyoto-lijn      | Station Umeda - Station Kawaramachi                    | 45,3    | 11       | 1921    | 80                |
| Senri-lijn      | Station Tenjimbashisuji Rokuchōme - Station Kita-Senri | 13,6    | 2        | 1930    | 90                |
| Arashiyama-lijn | Station Katsura - Station Arashiyama                   | 4,1     | 4        | 1928    | 70                |

Daarnaast heeft Hankyu nog een dochteronderneming, genaamd de Nose Electric Railway en bezit het twee lijnen.

## In media
Een trein van Hankyu is te zien in Studio Ghibli's film Grave of the Fireflies uit 1988.